# Liste der Monuments historiques in Saint-Amand-les-Eaux
Die Liste der Monuments historiques in Saint-Amand-les-Eaux führt die Monuments historiques in der französischen Gemeinde Saint-Amand-les-Eaux auf.

## Liste der Bauwerke
| Bezeichnung    | Beschreibung                  | Standort | Kennzeichnung | Schutzstatus | Datum | Bild           |
| -------------- | ----------------------------- | -------- | ------------- | ------------ | ----- | -------------- |
| Abteikirche    | siehe auch: Abtei Saint-Amand | (Lage)   | PA00107796    | Classé       | 1846  | weitere Bilder |
| Hôtel de Ville |                               | (Lage)   | PA00107797    | Classé       | 1883  | weitere Bilder |